# Marmagne (Côte-d'Or)
Marmagne  es una localidad y comuna francesa, situada en el departamento de Côte-d'Or en la región de la Borgoña. 

## Demografía
| 233 | 221 | 212 | 213 | 281 | 299 |
| Para los censos de 1962 a 1999 la población legal corresponde a la población sin duplicidades (Fuente: INSEE [Consultar]) |     |     |     |     |     |

## Lugares de interés
- Abadía de Fontenay, monasterio cisterciense fundado en 1118, Monumento histórico de Francia y Patrimonio Mundial de la Unesco desde 1981.